# Mathieu Thomassin
Mathieu Thomassin, juriste né à Lyon vers 1391, décédé après 1460, fut un des conseillers les plus marquants du dauphin Louis II, futur roi Louis XI. Il écrit, sur demande du dauphin, la première histoire de sa principauté. Appelée "Registre Delphinal", cette oeuvre est écrite entre 1448 et 1458, rassemblée dans un volume de 314 folios conservée à la Bibliothèque Municipale de Grenoble.

## Famille et études
Fils d'un drapier et conseiller municipal prospère de Lyon, vraisemblablement Pierre Thomassin, il étudie le droit à l'université d'Orléans d'où il sort avec une licence. Il poursuit à Paris sa formation, de décembre 1415 à juin 1417, auprès de la cour royale du Parlement à Paris, visant une carrière d'officier royal ou seigneurial. Il quitte Paris vraisemblablement au moment du massacre des Armagnacs en 1418 et le départ du dauphin de Paris.

## Début de carrière
Il succède en 1422 à Jacques de Saint-Germain, alors procureur fiscal et avocat fiscal général pour occuper le titre de procureur fiscal général de 1422 à 1431. Il a ainsi pour rôle de porter les litiges de nobles et ecclésiastiques de haut rang devant le Conseil delphinal, pour tout sujet traitant des violations de droits régaliens du dauphin. Il est nommé conseiller delphinal en titre en 1428. Son attachement à Raoul de Gaucourt montre qu'il est proche des milieux armagnacs, mais restant non partisan, il est d'abord au service du souverain : Qui non obedit principi morte meriatur. Il se trouve délégué pour défendre les intérêts du dauphin contre ses puissants voisins ou rivaux, tels le duc de Savoie, le comte de Provence ou l'archevêque de Vienne. Serviteur de Charles VII roi-dauphin de 1422 à 1440, Thomassin occupe le poste de conseiller en 1440 lorsque Charles VII donne à son fils Louis l'administration du Dauphiné ;  Grenoble attire à cette époque d'éminents juristes comme Thomassin et Guy Pape. Thomassin devient un des quatre principaux conseillers lorsque le Conseil delphinal est érigé en Parlement en 1452 ou 1453.

## Registre delphinal

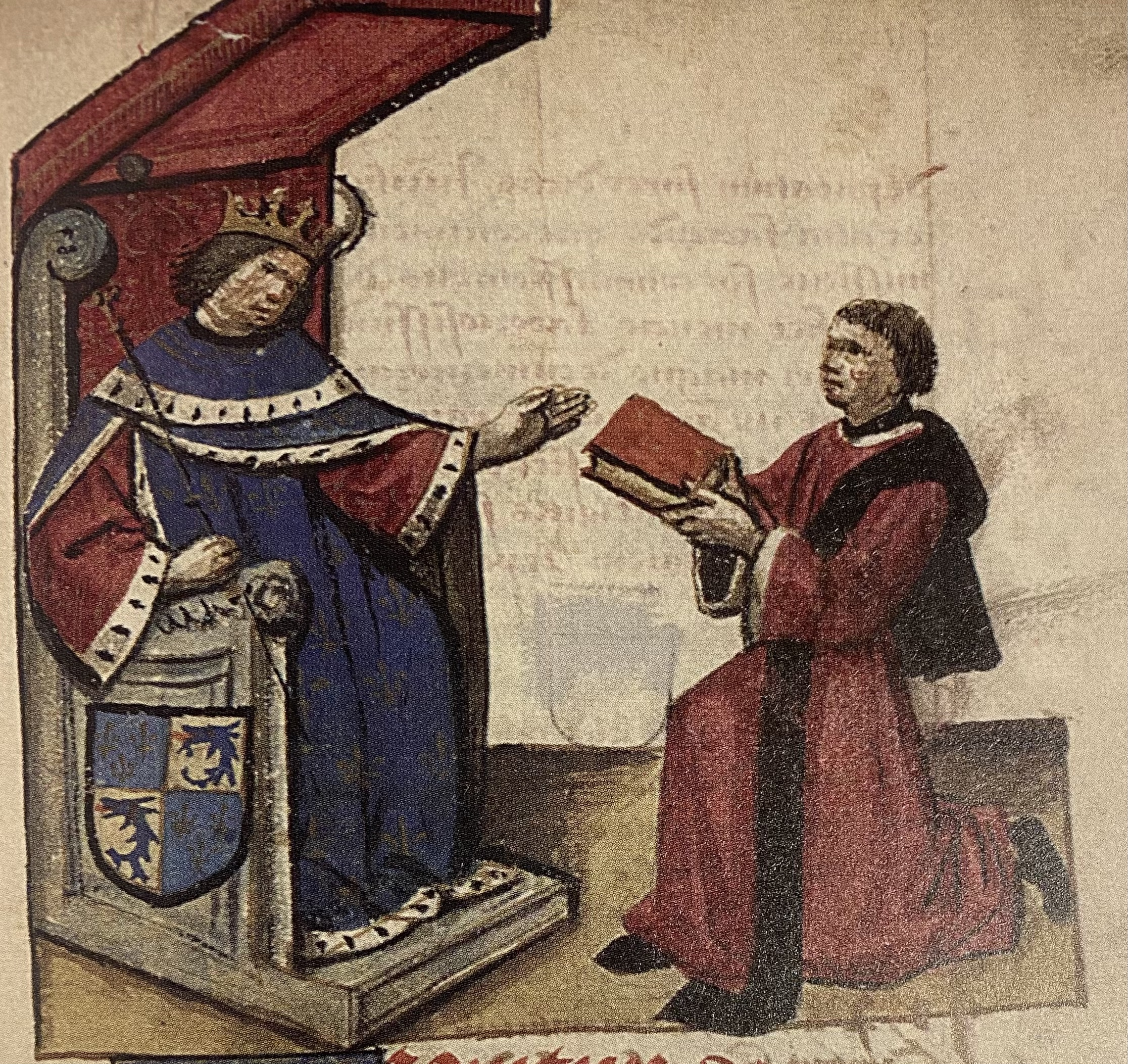
Remise de la Deductio de Mathieu Thomassin au dauphin Louis II

Oeuvre majeure de Mathieu Thomassin, et qui le positionne comme premier - au sens chronologique -  historien du Dauphiné. Le registre est écrit à la demande du "dauphin de Viennoys, conte (sic) de Valentinoys et de Dioys" qui demande dans une lettre patente adressée à Thomassin que ce livre soit écrit pour la "conservation de noz droitz et mémoire perpetuelle" des "droitz, faicts, gestes et choses touchans nosdictz pays". Donc une oeuvre explicitement d'historien, pour servir la "mémoire perpétuelle". Elle est composée de quatre grandes parties:
1. la Deductio, comportant 110 feuillets en latin, remis à Louis II en Octobre 1448
2. l'Opusculum, comportant 10 feuillets en latin, non datée mais postérieure à la Deductio.
3. Le Bréviaire, écrite en français, composée de 86 feuillets et écrite juste après la bataille de Constantinople qu'elle mentionne - donc vers 1454-1455. C'est la seule patrie qui comporte un titre : Le breviere des anciens droys, honneurs et prerogatives du Dauphiné de Viennoys
4. La quatrième partie, désignée par l'auteur comme "Registre Delphinal" au sens strict.

Le Bréviaire comprend un ensemble « d’informations sur les Gaules, l’Italie, la Bourgogne, les généalogies des dauphins avant le Transport, des empereurs, des comtes de Savoie, le tout entrecoupé de chronologies parfois approximatives sur les péripéties des Mérovingiens et de passages recopiés de la Deductio. Il se termine sur un long exposé concernant l’histoire de la ville de Gap et du Gapençais ».
On retrouve dans le Bréviaire le prestigieux passé de Vienne, un des premiers foyers touché par l'évangélisation chrétienne. Le principal responsable de la Passion du Christ, Ponce Pilate, serait venu y terminer sa vie misérablement et Hérode Antipas y aurait connu l'exil. Thomassin base ici ses sources sur la Chronique d'Adon. Il y rappelle la première prédication par Paul de Tarse, qui y laissa un des disciples du Christ, Crescent, à qui le vieillard Zacharie succède. Autant d'éléments que l'historiographie contemporaine considère comme légendaires.

## Réalisations
Mathieu Thomassin oeuvre à fixer les frontières en Valentinois, Briançonnais et Gapençais sur des bases vérifiables et indiscutables telles les rivières ou les lignes de crête, remplaçant ainsi les anciennes bornes plantées en terre et peu fiables. Il apporte ainsi une contribution importante à une première modernisation de la Couronne de France.